# Morti il 7 aprile
| Questa pagina contiene informazioni ricavate automaticamente dalle voci biografiche con l'ausilio del template Bio e di un bot. L'aggiornamento è periodico e automatico e ricostruisce completamente la pagina. Se manca una persona in questa lista, sei pregato di non aggiungerla, ma accertati piuttosto che la sua voce biografica contenga il template Bio e che i dati anagrafici siano correttamente compilati. Se il template Bio manca, inseriscilo tu stesso o, in alternativa, metti l'avviso {{tmp\|Bio}} che ne segnala la mancanza. Se i dati riportati sono sbagliati, correggi direttamente la voce biografica; le modifiche saranno visibili in questa lista entro pochi giorni. Per chiarimenti vedi il progetto biografie. La lista contiene solo le 484 persone che sono citate nell'enciclopedia e per le quali è stato implementato correttamente il template Bio. Pagina aggiornata al 9 ago 2025. |

## X secolo(1)
- 924 - Berengario del Friuli, re

## XI secolo(1)
- 1088 - Burcardo II di Halberstadt, religioso e vescovo cattolico tedesco

## XII secolo(1)
- 1144 - Ulrico I di Carinzia, nobile tedesco

## XIII secolo(4)
- 1206 - Federico I di Lorena, nobile
- 1227 - Beatrice di Chalon, contessa
- 1234 - Sancho VII di Navarra, re (n. 1154)
- 1241 - Ermanno Giuseppe di Colonia, religioso tedesco

## XIV secolo(4)
- 1340 - Jurij II di Galizia, nobile polacco (n. 1308)
- 1348 - Giovanni d'Aragona, nobile (n. 1317)
- 1355 - Maria Paleologa, nobile bizantina
- 1355 - Marina Smilec di Bulgaria, principessa bulgara

## XV secolo(4)
- 1419 - Joan FitzAlan, nobile britannica (n. 1347)
- 1437 - Maria I d'Alvernia, nobile francese (n. 1376)
- 1498 - Carlo VIII di Francia, sovrano francese (n. 1470)
- 1499 - Galeotto I Pico della Mirandola, condottiero e nobile italiano (n. 1442)

## XVI secolo(7)
- 1503 - Sofia Paleologa, nobildonna
- 1546 - Friedrich Myconius, teologo tedesco (n. 1490)
- 1552 - Bartolomeo Maggi, medico e anatomista italiano (n. 1477)
- 1556 - Jerónimo de Alderete, esploratore spagnolo
- 1570 - Girolamo Martinengo, militare italiano (n. 1519)
- 1589 - Giulio Cesare Aranzio, medico e anatomista italiano (n. 1530)
- 1595 - Enrico Walpole, gesuita inglese (n. 1558)

## XVII secolo(18)
- 1602 - Antonio Beffa Negrini, scrittore, poeta e storico italiano (n. 1532)
- 1611 - Antonio Pérez, politico spagnolo (n. 1540)
- 1614 - El Greco, pittore, scultore e architetto greco (n. 1541)
- 1619 - Mario I Farnese, condottiero italiano
- 1625 - Adriaan van den Spieghel, medico, chirurgo e botanico fiammingo (n. 1578)
- 1626 - Andrés Pacheco, patriarca cattolico spagnolo (n. 1550)
- 1627 - Bonifazio Bevilacqua Aldobrandini, cardinale e patriarca cattolico italiano (n. 1571)
- 1638 - Shimazu Tadatsune, militare giapponese (n. 1576)
- 1644 - Carlo Carafa, vescovo cattolico e diplomatico italiano (n. 1584)
- 1651 - Lennart Torstenson, ufficiale e ingegnere militare svedese (n. 1603)
- 1658 - Juan Eusebio Nieremberg, scrittore spagnolo (n. 1595)
- 1659 - Luigi Capponi, cardinale, arcivescovo cattolico e bibliotecario italiano (n. 1583)
- 1663 - Ciro di Pers, poeta italiano (n. 1599)
- 1665 - Cornelis van Dalen I, incisore, disegnatore e pittore olandese (n. 1602)
- 1668 - William Davenant, poeta e drammaturgo britannico (n. 1606)
- 1683 - Carlo Francesco Airoldi, arcivescovo cattolico, diplomatico e nobile italiano (n. 1637)
- 1687 - Luigi di Brandeburgo, principe (n. 1666)
- 1697 - Abel-Louis de Sainte-Marthe, religioso francese (n. 1621)

## XVIII secolo(16)
- 1706 - Giovanni Battista Volpato, pittore e critico d'arte italiano (n. 1633)
- 1713 - Pier Paolo Mastrilli, vescovo cattolico italiano (n. 1652)
- 1719 - Giovanni Battista de La Salle, presbitero e pedagogista francese (n. 1651)
- 1739 - Dick Turpin, criminale inglese (n. 1705)
- 1747 - Leopoldo I di Anhalt-Dessau, principe tedesco (n. 1676)
- 1751 - Carl Otto Rechenberg, giurista, poeta e storico tedesco (n. 1689)
- 1755 - Giovanni Manzolini, pittore, scultore e anatomista italiano (n. 1700)
- 1761 - Gabriele Valvassori, architetto italiano (n. 1683)
- 1766 - Tiberius Hemsterhuis, filologo e critico letterario olandese (n. 1685)
- 1776 - Charles-Pierre Colardeau, poeta, drammaturgo e traduttore francese (n. 1732)
- 1779 - Carlo Luigi Caissotti, politico italiano (n. 1694)
- 1783 - Ignaz Holzbauer, compositore austriaco (n. 1711)
- 1786 - Praskov'ja Aleksandrovna Rumjanceva, nobildonna russa (n. 1729)
- 1786 - Benedetto Pucilli, vescovo cattolico italiano (n. 1716)
- 1789 - Abdül Hamid I, sultano ottomano (n. 1725)
- 1793 - Pietro Paolo Operti, pittore italiano (n. 1704)

## XIX secolo(62)
- 1803 - Toussaint Louverture, rivoluzionario haitiano (n. 1743)
- 1806 - Elihu Palmer, scrittore statunitense (n. 1764)
- 1808 - Peter Rainier, ammiraglio e politico britannico (n. 1741)
- 1811 - Dositej Obradović, scrittore, filosofo e linguista serbo (n. 1742)
- 1811 - Jean-Baptiste Pussin, medico e infermiere francese (n. 1745)
- 1812 - Robert Willan, medico inglese (n. 1757)
- 1816 - Maria Ludovica d'Austria-Este, nobildonna (n. 1787)
- 1821 - Simone Assemani, numismatico e orientalista italiano (n. 1752)
- 1822 - Bartolomeo Malizia, teologo italiano
- 1823 - Jacques Alexandre César Charles, scienziato e inventore francese (n. 1746)
- 1825 - Giuseppe Saverio Poli, fisico, naturalista e militare italiano (n. 1746)
- 1827 - Platon Aleksandrovič Zubov, politico russo (n. 1767)
- 1828 - Vittoria Peluso, ballerina italiana (n. 1766)
- 1830 - Francesco Bertazzoli, teologo, cardinale e poeta italiano (n. 1754)
- 1831 - Henry Phipps, I conte di Mulgrave, militare e politico britannico (n. 1755)
- 1833 - Antoni Radziwiłł, nobile, musicista e politico polacco (n. 1775)
- 1833 - Jacques Réattu, pittore francese (n. 1760)
- 1834 - Jean Louis Marie Poiret, botanico e esploratore francese (n. 1755)
- 1836 - William Godwin, filosofo e scrittore britannico (n. 1756)
- 1836 - Geremia Savoini, generale italiano (n. 1766)
- 1839 - Giuseppe Maria Festa, musicista italiano (n. 1771)
- 1841 - Francesco Maria Zoppi, vescovo cattolico italiano (n. 1765)
- 1845 - Julie Clary, nobile francese (n. 1771)
- 1851 - Henry Alken, incisore inglese (n. 1784)
- 1852 - Cornelis Richard Anton van Bommel, vescovo cattolico olandese (n. 1790)
- 1853 - Leonardo Manin, letterato e numismatico italiano (n. 1771)
- 1856 - Giulio Genoino, poeta e librettista italiano (n. 1773)
- 1857 - Karl Ludwig von Ficquelmont, generale e politico austriaco (n. 1777)
- 1859 - René Théodore Berthon, pittore francese (n. 1776)
- 1865 - Carlo Francesco del Liechtenstein, generale e politico austriaco (n. 1790)
- 1868 - Henry Ducie Chads, ammiraglio britannico (n. 1788)
- 1871 - Wilhelm von Tegetthoff, ammiraglio austriaco (n. 1827)
- 1873 - Giuseppe Cardoni, arcivescovo cattolico e funzionario italiano (n. 1802)
- 1874 - Pietro Avanzini, presbitero italiano (n. 1832)
- 1874 - Wilhelm von Kaulbach, pittore tedesco (n. 1805)
- 1874 - Johann Peter Cajus zu Stolberg-Stolberg, nobile e politico tedesco (n. 1797)
- 1875 - Georg Herwegh, poeta e rivoluzionario tedesco (n. 1817)
- 1876 - Francesco Guillot, politico italiano (n. 1797)
- 1877 - Fernán Caballero, scrittrice spagnola (n. 1796)
- 1877 - Giandomenico Nardo, naturalista italiano (n. 1802)
- 1877 - Errico Petrella, compositore italiano (n. 1813)
- 1879 - Begum Hazrat Mahal, nobile indiana (n. 1820)
- 1880 - Marie Escudier, giornalista e musicologo francese (n. 1819)
- 1883 - Louis Veuillot, giornalista e scrittore francese (n. 1813)
- 1885 - Georges Henri Falck, imprenditore francese (n. 1802)
- 1887 - Stanislas Limousin, farmacista e inventore francese (n. 1831)
- 1889 - Paul Du Bois-Reymond, matematico tedesco (n. 1831)
- 1889 - Youssef Karam, patriota, condottiero e letterato libanese (n. 1823)
- 1891 - Phineas Taylor Barnum, imprenditore e circense statunitense (n. 1810)
- 1891 - Victor Chocquet, collezionista d'arte e mecenate francese (n. 1821)
- 1892 - Jules René Bourguignat, zoologo e naturalista francese (n. 1829)
- 1893 - Adolf Fischer, giudice, militare e politico svizzero (n. 1807)
- 1894 - Rashid I bin Maktum, sovrano emiratino
- 1895 - Ulisse Cambi, scultore italiano (n. 1807)
- 1895 - James Lawson Kemper, politico, avvocato e militare statunitense (n. 1823)
- 1895 - Guglielmo Alberto di Montenuovo, principe italiano (n. 1819)
- 1897 - Giulio Camuzzoni, politico e avvocato italiano (n. 1816)
- 1897 - Antonio Fornoni, politico italiano (n. 1825)
- 1897 - Ludvig Gade, ballerino, direttore artistico e coreografo danese (n. 1823)
- 1898 - Johann Georg Noel Dragendorff, chimico e farmacista tedesco (n. 1836)
- 1898 - Constance Lloyd, scrittrice e giornalista britannica (n. 1859)
- 1900 - Frederic Edwin Church, pittore statunitense (n. 1826)

## XX secolo(233)
- 1901 - Francesco Coccapieller, giornalista e politico italiano (n. 1831)
- 1903 - Paul Gourret, zoologo francese (n. 1859)
- 1903 - Josiah Wood Whymper, illustratore e pittore inglese (n. 1813)
- 1905 - Maria Assunta Pallotta, religiosa italiana (n. 1878)
- 1908 - Constance Quéniaux, modella e ballerina francese (n. 1832)
- 1908 - William Richardson Linton, botanico inglese (n. 1850)
- 1908 - Ludwig Karl Schmarda, naturalista austriaco (n. 1819)
- 1908 - Pavel Andreevič Šuvalov, politico e generale russo (n. 1830)
- 1909 - Caroline Stephen, filantropa e scrittrice inglese (n. 1834)
- 1910 - John Cameron, vescovo cattolico canadese (n. 1827)
- 1911 - Gaetano Esposito, pittore italiano (n. 1858)
- 1911 - Giovanni Galeazzo Frigerio, militare e politico italiano (n. 1841)
- 1914 - Luigi Chialiva, pittore e architetto svizzero (n. 1841)
- 1914 - Ayub Khan, emiro afghano (n. 1857)
- 1916 - Giovanni Bettolo, politico e ammiraglio italiano (n. 1846)
- 1917 - Gaudérique Roget, generale francese (n. 1846)
- 1919 - Carlo Saverio Belli, botanico e micologo italiano (n. 1852)
- 1919 - Giosafata Hordaševska, religiosa ucraina (n. 1869)
- 1919 - Ivan Semënovič Sergeev, navigatore russo (n. 1863)
- 1920 - Karl Binding, giurista tedesco (n. 1841)
- 1920 - Caroline Alice Elgar, poetessa e scrittrice inglese (n. 1848)
- 1920 - Angelo Fuchs, ingegnere e architetto italiano (n. 1848)
- 1922 - Albert Dicey, costituzionalista inglese (n. 1835)
- 1923 - Piero Foscari, militare e politico italiano (n. 1865)
- 1924 - Felice Momigliano, storico e scrittore italiano (n. 1866)
- 1925 - Tichon di Mosca, monaco cristiano, arcivescovo ortodosso e santo russo (n. 1865)
- 1926 - Giovanni Amendola, politico e giornalista italiano (n. 1882)
- 1926 - Guglielmo Brezzi, calciatore italiano (n. 1898)
- 1927 - Calixte Delmas, lottatore francese (n. 1906)
- 1927 - Domenico del Santissimo Sacramento, presbitero spagnolo (n. 1901)
- 1928 - Aleksandr Aleksandrovič Bogdanov, politico, filosofo e economista russo (n. 1873)
- 1929 - Enrico De Seta, avvocato e politico italiano (n. 1841)
- 1929 - Édouard Schuré, scrittore, critico letterario e poeta francese (n. 1841)
- 1931 - Milutin Nehajev, scrittore, drammaturgo e pubblicista croato (n. 1880)
- 1933 - Carlo Stefano d'Asburgo-Teschen, nobile (n. 1860)
- 1933 - Wilhelm Erben, storico e medievista austriaco (n. 1864)
- 1933 - Luigi Magrini, inventore e imprenditore italiano (n. 1864)
- 1933 - Louis Ravet, attore francese (n. 1870)
- 1934 - Karl von Einem, generale tedesco (n. 1853)
- 1934 - Heinz Prüfer, matematico tedesco (n. 1896)
- 1934 - Béatrice de Rothschild, socialite e collezionista d'arte francese (n. 1864)
- 1935 - Friedrich Gottlieb Stebler, agronomo e etnografo svizzero (n. 1852)
- 1936 - Fritz Heckert, rivoluzionario e politico tedesco (n. 1884)
- 1936 - Marilyn Miller, attrice, ballerina e cantante statunitense (n. 1898)
- 1936 - Arturo Stagliano, pittore, scultore e medaglista italiano (n. 1867)
- 1937 - Helen Burgess, attrice statunitense (n. 1916)
- 1937 - Georges Chicotot, medico, artista e militare francese (n. 1855)
- 1937 - Antonio Cieri, anarchico italiano (n. 1898)
- 1938 - Suzanne Valadon, pittrice, modella e circense francese (n. 1865)
- 1939 - Osvaldo Conti, militare e marinaio italiano (n. 1915)
- 1939 - Charles Dixon, tennista britannico (n. 1873)
- 1939 - Joseph Lyons, politico australiano (n. 1879)
- 1939 - Mary Steen, fotografa danese (n. 1856)
- 1939 - Mujo Ulqinaku, militare albanese (n. 1896)
- 1940 - Cyrus Adler, orientalista statunitense (n. 1863)
- 1940 - William Faversham, attore inglese (n. 1868)
- 1941 - Arturo Galuppi, militare italiano (n. 1922)
- 1941 - Maria Carolina di Borbone-Due Sicilie, principessa italiana (n. 1856)
- 1942 - Giuseppe Gabrieli, orientalista e bibliotecario italiano (n. 1872)
- 1942 - Mathurin Guillemé, missionario e vescovo cattolico francese (n. 1859)
- 1942 - Franz Scheidies, generale tedesco (n. 1890)
- 1943 - Herb Bonn, cestista statunitense (n. 1914)
- 1943 - Jovan Dučić, scrittore serbo (n. 1871)
- 1943 - Helmuth Groscurth, militare tedesco (n. 1898)
- 1943 - Alexandre Millerand, politico francese (n. 1859)
- 1943 - Remo Piana, cestista italiano (n. 1908)
- 1944 - Emanuele Artom, partigiano e storico italiano (n. 1915)
- 1944 - Bruno Bruni, partigiano italiano (n. 1923)
- 1944 - Concezio Chiaretti, religioso e militare italiano (n. 1917)
- 1944 - Inglis Moore Uppercu, imprenditore statunitense (n. 1877)
- 1945 - Kōsaku Aruga, ammiraglio giapponese (n. 1897)
- 1945 - Pierre Daudet, storico francese (n. 1904)
- 1945 - Emile Glaser, calciatore svizzero (n. 1886)
- 1945 - Russell Hopton, attore e regista statunitense (n. 1900)
- 1945 - Seiichi Itō, ammiraglio giapponese (n. 1890)
- 1945 - Vojtech Neményi, pallanuotista cecoslovacco (n. 1899)
- 1945 - Paolo Orano, scrittore, politico e giornalista italiano (n. 1875)
- 1945 - Leonardo Umile, partigiano italiano (n. 1919)
- 1946 - Giuseppe Chittolina, calciatore italiano (n. 1909)
- 1946 - Francesco Ferrario, ebanista italiano (n. 1875)
- 1947 - Henry Ford, imprenditore statunitense (n. 1863)
- 1948 - Götrik Frykman, calciatore svedese (n. 1891)
- 1948 - Emil Lind, attore e regista austriaco (n. 1872)
- 1949 - John Gourlay, calciatore canadese (n. 1872)
- 1949 - Biagio Guarnaccio, aviatore italiano (n. 1915)
- 1950 - Walter Huston, attore canadese (n. 1884)
- 1950 - Arturo Torriano, generale italiano (n. 1889)
- 1951 - Frederick Hamlin, pistard britannico (n. 1881)
- 1951 - Henri Gustave Jossot, illustratore, pittore e scrittore francese (n. 1866)
- 1951 - Georg Kinsky, musicologo tedesco (n. 1882)
- 1951 - Daniel Lowey, tiratore di fune britannico (n. 1878)
- 1951 - Giovanni Sanvitale, ingegnere e fotografo italiano (n. 1872)
- 1951 - Ricardo de Gondra, dirigente sportivo e calciatore spagnolo (n. 1885)
- 1953 - Il'ja Grigor'evič Ioff, medico russo (n. 1897)
- 1954 - Saburō Kurusu, diplomatico giapponese (n. 1886)
- 1954 - Imre Zachár, nuotatore e pallanuotista ungherese (n. 1890)
- 1955 - Theda Bara, attrice statunitense (n. 1885)
- 1955 - Ortensia De Meo, attivista italiana (n. 1883)
- 1956 - Wilfred Blatherwick, tennista statunitense (n. 1870)
- 1956 - Mario Norfini, pittore italiano (n. 1870)
- 1956 - Mabell Ogilvy, contessa di Airlie, scrittrice inglese (n. 1866)
- 1957 - Rudolf Schmidt, generale tedesco (n. 1886)
- 1958 - Ivan Efimovič Petrov, generale sovietico (n. 1896)
- 1958 - Roscoe Frank Sanford, astronomo statunitense (n. 1883)
- 1959 - Moriz Henneberger, scacchista e compositore di scacchi svizzero (n. 1878)
- 1960 - Henri Guisan, generale svizzero (n. 1874)
- 1960 - Nicolas Kettel, calciatore lussemburghese (n. 1925)
- 1960 - Ernest Holmes, religioso statunitense (n. 1887)
- 1960 - Rosetta Tofano, costumista e attrice italiana (n. 1902)
- 1961 - Vanessa Bell, pittrice britannica (n. 1879)
- 1961 - Virgilio Brocchi, scrittore italiano (n. 1876)
- 1961 - Giani Stuparich, scrittore e militare italiano (n. 1891)
- 1962 - Walerian Czuma, generale polacco (n. 1890)
- 1962 - Ripp, compositore italiano (n. 1888)
- 1962 - Rona Robinson, chimica e attivista britannica (n. 1884)
- 1963 - Amedeo Maiuri, archeologo italiano (n. 1886)
- 1963 - Tommy Nisbet, cestista e allenatore di pallacanestro statunitense (n. 1916)
- 1964 - Irene McCoy Gaines, attivista statunitense (n. 1892)
- 1964 - Maurice Athanase Le Luc, ammiraglio francese (n. 1885)
- 1964 - Jeanne Marie-Laurent, attrice francese (n. 1877)
- 1964 - Dionisio Moltisanti, politico italiano (n. 1906)
- 1964 - Giacomo Vuxani, politico e patriota italiano (n. 1886)
- 1965 - Mario Angelucci, politico italiano (n. 1903)
- 1965 - Willem Driebergen, schermidore olandese (n. 1892)
- 1965 - Arturo Kellner Ongaro, generale italiano (n. 1888)
- 1965 - Giovanni Sampietro, politico italiano (n. 1897)
- 1966 - Rina De Liguoro, pianista e attrice cinematografica italiana (n. 1892)
- 1966 - Walt Hansgen, pilota automobilistico statunitense (n. 1919)
- 1967 - Martin Persson Nilsson, filologo classico, grecista e storico delle religioni svedese (n. 1874)
- 1968 - Jim Clark, pilota automobilistico britannico (n. 1936)
- 1969 - Rómulo Gallegos, politico e scrittore venezuelano (n. 1884)
- 1970 - Giorgio Sinigaglia, medico e chirurgo italiano (n. 1886)
- 1971 - Amedeo De Cia, generale italiano (n. 1883)
- 1971 - Åke Hedberg, sollevatore svedese (n. 1929)
- 1971 - Teresa Lodi, bibliotecaria italiana (n. 1889)
- 1971 - Salvatore Mannironi, politico italiano (n. 1901)
- 1971 - Charles Pahud de Mortanges, cavaliere olandese (n. 1896)
- 1972 - Betty Blythe, attrice statunitense (n. 1893)
- 1972 - Piero Calamai, comandante marittimo e militare italiano (n. 1897)
- 1972 - Joe Gallo, mafioso statunitense (n. 1929)
- 1972 - Abeid Karume, politico tanzaniano (n. 1905)
- 1972 - Antonio Mura, pittore e incisore italiano (n. 1902)
- 1972 - Jean Tranchant, compositore, cantante e pittore francese (n. 1904)
- 1972 - August Zaleski, politico e diplomatico polacco (n. 1883)
- 1973 - Tullio Benedetti, giornalista e politico italiano (n. 1884)
- 1973 - John Charles McQuaid, arcivescovo cattolico irlandese (n. 1895)
- 1974 - Erisia Gennai Tonietti, politica italiana (n. 1900)
- 1974 - Howard Greer, costumista e stilista statunitense (n. 1896)
- 1975 - Peter Murphy, calciatore inglese (n. 1922)
- 1975 - Frank Visser, pallanuotista belga (n. 1907)
- 1975 - Vilém Zlatník, calciatore cecoslovacco (n. 1910)
- 1976 - Lorenzo Bessone, missionario e vescovo cattolico italiano (n. 1904)
- 1976 - Jimmy Garrison, contrabbassista statunitense (n. 1933)
- 1976 - Abraham Tokazier, velocista finlandese (n. 1909)
- 1977 - Siegfried Buback, magistrato tedesco (n. 1920)
- 1977 - Otto Gold, pattinatore artistico su ghiaccio cecoslovacco (n. 1909)
- 1977 - Sheina Marshall, biologa scozzese (n. 1896)
- 1977 - Karl Ritter, regista, produttore cinematografico e sceneggiatore tedesco (n. 1888)
- 1977 - Jim Thompson, scrittore e sceneggiatore statunitense (n. 1906)
- 1977 - Alberto Tiberti, calciatore italiano (n. 1911)
- 1978 - Luigi Piffero, pittore e grafico italiano (n. 1907)
- 1979 - Bruno Apitz, scrittore e sceneggiatore tedesco (n. 1900)
- 1979 - Amir-Abbas Hoveyda, economista e politico iraniano (n. 1919)
- 1979 - Marcel Jouhandeau, scrittore francese (n. 1888)
- 1980 - Mariano Alessandroni, calciatore italiano (n. 1900)
- 1980 - Armando Miranda, calciatore brasiliano (n. 1939)
- 1981 - Lorne Carr-Harris, hockeista su ghiaccio britannico (n. 1899)
- 1981 - Raffaele Cinotti, militare italiano (n. 1953)
- 1981 - Tommy Keenan, cestista irlandese (n. 1923)
- 1981 - Paride Pozzi, architetto italiano (n. 1895)
- 1981 - Norman Taurog, regista e sceneggiatore statunitense (n. 1899)
- 1982 - Brenda Benet, attrice statunitense (n. 1945)
- 1982 - Harald Ertl, pilota automobilistico e giornalista austriaco (n. 1948)
- 1982 - Pio Turroni, anarchico italiano (n. 1906)
- 1983 - Gavin Gordon, attore statunitense (n. 1901)
- 1984 - Frank Church, avvocato e politico statunitense (n. 1924)
- 1984 - Vittorio Cossio, fumettista italiano (n. 1911)
- 1984 - Thomas Nantha, vescovo cattolico laotiano (n. 1909)
- 1985 - René Portocarrero, pittore cubano (n. 1912)
- 1985 - Carl Schmitt, giurista tedesco (n. 1888)
- 1986 - Rudolf Dilong, poeta e presbitero slovacco (n. 1905)
- 1986 - Chester Erskine, regista statunitense (n. 1905)
- 1986 - Leonid Vital'evič Kantorovič, matematico e economista sovietico (n. 1912)
- 1986 - Valerie von Martens, attrice austriaca (n. 1894)
- 1986 - Michael Warriner, canottiere britannico (n. 1908)
- 1987 - Rita Horky, cestista e allenatrice di pallacanestro statunitense (n. 1937)
- 1987 - Dénes Pataky, pattinatore artistico su ghiaccio ungherese (n. 1916)
- 1987 - Maxine Sullivan, cantante statunitense (n. 1911)
- 1988 - Cesar Bresgen, compositore austriaco (n. 1913)
- 1988 - Luigi Ducci, politico italiano (n. 1896)
- 1988 - Giovanni Gotti, ciclista su strada italiano (n. 1912)
- 1988 - Ilia Peikov, pittore bulgaro (n. 1911)
- 1988 - Albert S. Rogell, regista statunitense (n. 1901)
- 1989 - Aurelio Lucchini, architetto e storico dell'architettura uruguaiano (n. 1910)
- 1989 - Basawon Singh, attivista indiano (n. 1909)
- 1990 - Pier Lorenzo De Vita, fumettista italiano (n. 1909)
- 1990 - Ron Evans, astronauta statunitense (n. 1933)
- 1990 - Dino Lucianetti, calciatore italiano (n. 1930)
- 1990 - Dick Lundy, animatore e regista statunitense (n. 1907)
- 1990 - Acruto Vitali, poeta, tenore e artista italiano (n. 1903)
- 1991 - Giovanni Battista Carron, politico e partigiano italiano (n. 1910)
- 1991 - Ruth Page, ballerina e coreografa statunitense (n. 1899)
- 1991 - Vera Slonim, traduttrice russa (n. 1902)
- 1991 - Alcide Ticò, scultore italiano (n. 1911)
- 1992 - Ace Bailey, hockeista su ghiaccio canadese (n. 1903)
- 1992 - Stefano Ceratti, politico italiano (n. 1937)
- 1992 - Yang Kyoungjong, militare coreano (n. 1920)
- 1992 - Alix Talton, attrice statunitense (n. 1920)
- 1993 - Gerardo Chiaromonte, politico, giornalista e scrittore italiano (n. 1924)
- 1993 - Renzo Modesti, poeta e critico d'arte italiano (n. 1920)
- 1993 - Arleen Whelan, attrice statunitense (n. 1916)
- 1994 - Ștefan Dobay, calciatore e allenatore di calcio rumeno (n. 1909)
- 1994 - Cecil Gould, storico dell'arte britannico (n. 1918)
- 1994 - Albert Guðmundsson, calciatore e politico islandese (n. 1923)
- 1994 - Antônio Jacobina Filho, pallanuotista brasiliano (n. 1906)
- 1994 - Golo Mann, scrittore, storico e saggista tedesco (n. 1909)
- 1994 - Lando Ndasingwa, politico ruandese
- 1994 - Lorenzo Nuvoletta, mafioso italiano (n. 1931)
- 1994 - Cosimo Puttilli, marciatore italiano (n. 1913)
- 1994 - Sigmund Ruud, saltatore con gli sci, sciatore alpino e dirigente sportivo norvegese (n. 1907)
- 1994 - Agathe Uwilingiyimana, politica ruandese (n. 1953)
- 1995 - Augusto Campana, bibliotecario, filologo e storico italiano (n. 1906)
- 1995 - Rogelio Farías, calciatore cileno (n. 1949)
- 1996 - Georges Géret, attore francese (n. 1924)
- 1997 - Jean Clareboudt, scultore francese (n. 1944)
- 1997 - Antonio Miotto, saggista e psicologo italiano (n. 1912)
- 1997 - Angelo Paredi, religioso, storico e bibliotecario italiano (n. 1908)
- 1997 - Georgij Stepanovič Šonin, cosmonauta sovietico (n. 1935)
- 1998 - Vitalij Galkov, canoista sovietico (n. 1939)
- 1999 - Franco Cagnetta, storico dell'arte, antropologo e etnologo italiano (n. 1926)
- 1999 - Bob Tough, cestista e allenatore di pallacanestro statunitense (n. 1920)
- 2000 - Moacir Barbosa, calciatore brasiliano (n. 1921)
- 2000 - Greta Vaillant, attrice e scrittrice francese (n. 1942)

## XXI secolo(133)
- 2001 - Gopalasamudram Narayana Iyer Ramachandran, biofisico indiano (n. 1922)
- 2001 - David Graf, attore statunitense (n. 1950)
- 2001 - Beatrice Straight, attrice statunitense (n. 1914)
- 2002 - John Agar, attore statunitense (n. 1921)
- 2002 - Bobby Astyr, attore pornografico e musicista statunitense (n. 1937)
- 2002 - Bassano Vaccarini, scultore, pittore e scenografo italiano (n. 1914)
- 2002 - Georges Van Coningsloo, ciclista su strada belga (n. 1940)
- 2002 - Conny Vandenbos, cantante olandese (n. 1937)
- 2003 - David Greene, regista, produttore cinematografico e sceneggiatore britannico (n. 1921)
- 2003 - Iropa Maurice Kouandété, politico beninese (n. 1932)
- 2003 - Giuseppe Pressato, militare italiano (n. 1915)
- 2004 - Enrico Ameri, giornalista italiano (n. 1926)
- 2004 - Victor Argo, attore statunitense (n. 1934)
- 2004 - Davie Johnston, calciatore scozzese (n. 1942)
- 2004 - José Antonio de la Loma, sceneggiatore e regista spagnolo (n. 1924)
- 2004 - Peter Urban, karateka e maestro di karate statunitense (n. 1934)
- 2005 - Cliff Allison, pilota automobilistico britannico (n. 1932)
- 2005 - Grīgorīs Mpithikōtsīs, cantautore greco (n. 1922)
- 2005 - Givi Nodia, calciatore e allenatore di calcio sovietico (n. 1948)
- 2005 - Peter Darbishire Orton, micologo britannico (n. 1916)
- 2005 - Yvonne Vera, scrittrice zimbabwese (n. 1964)
- 2005 - Max von der Grün, scrittore tedesco (n. 1926)
- 2006 - Jim Clack, giocatore di football americano statunitense (n. 1947)
- 2006 - Vinzenz Maria Demetz, tenore e compositore italiano (n. 1912)
- 2006 - Vojislav Melić, calciatore jugoslavo (n. 1940)
- 2006 - Théodore Szkudlapski, calciatore francese (n. 1935)
- 2007 - Marià Gonzalvo, calciatore spagnolo (n. 1922)
- 2007 - Johnny Hart, fumettista statunitense (n. 1931)
- 2007 - Victoriano Leguizamón, calciatore paraguaiano (n. 1922)
- 2007 - Brian Miller, calciatore e allenatore di calcio inglese (n. 1937)
- 2007 - Barry Nelson, attore statunitense (n. 1917)
- 2007 - Luis Robles Díaz, arcivescovo cattolico messicano (n. 1938)
- 2008 - Ludu Daw Amar, giornalista e scrittrice birmana (n. 1915)
- 2008 - Thomas Francis Little, arcivescovo cattolico australiano (n. 1925)
- 2008 - Servais-Théodore Pinckaers, teologo belga (n. 1925)
- 2008 - Raffaele Ursini, imprenditore italiano (n. 1926)
- 2008 - Phil Urso, sassofonista e compositore statunitense (n. 1925)
- 2008 - Paolo Washington, basso italiano (n. 1932)
- 2009 - Dave Arneson, autore di giochi statunitense (n. 1947)
- 2009 - Stanley Jaki, teologo, filosofo e saggista ungherese (n. 1924)
- 2009 - Philip Moore, barone Moore, ufficiale inglese (n. 1921)
- 2009 - Leo Prieto, allenatore di pallacanestro e dirigente sportivo filippino (n. 1920)
- 2009 - Jack Wrangler, attore pornografico e attore teatrale statunitense (n. 1946)
- 2010 - Christopher Cazenove, attore britannico (n. 1943)
- 2011 - Hugh FitzRoy, XI duca di Grafton, nobile britannico (n. 1919)
- 2011 - Nunzio Gulino, artista italiano (n. 1920)
- 2011 - Giovanni Massignani, allenatore di calcio e calciatore belga (n. 1933)
- 2011 - Victor Surdu, politico e agronomo rumeno (n. 1947)
- 2012 - Fang Lizhi, fisico cinese (n. 1936)
- 2012 - Ignazio Mosé I Daoud, cardinale e patriarca cattolico siriano (n. 1930)
- 2012 - Mike Wallace, giornalista statunitense (n. 1918)
- 2012 - Omer Šipraga, partigiano bosniaco (n. 1926)
- 2013 - Marty Blake, dirigente sportivo statunitense (n. 1927)
- 2013 - Les Blank, regista statunitense (n. 1935)
- 2013 - Annamaria Ciarallo, archeologa e botanica italiana (n. 1948)
- 2013 - Paola Faloja, regista, attrice e traduttrice italiana (n. 1933)
- 2013 - Gan Eng Teck, pallanuotista singaporiano (n. 1933)
- 2013 - Andy Johns, tecnico del suono britannico (n. 1950)
- 2013 - Irma Ravinale, compositrice e musicista italiana (n. 1937)
- 2013 - Neil Smith, bassista australiano (n. 1953)
- 2013 - Carl Williams, pugile statunitense (n. 1959)
- 2014 - Anna Maria Chiavacci Leonardi, filologa italiana (n. 1927)
- 2014 - Maud Galtier, tennista francese (n. 1913)
- 2014 - Peaches Geldof, giornalista, conduttrice televisiva e modella britannica (n. 1989)
- 2014 - Géza Henni, allenatore di calcio e calciatore ungherese (n. 1926)
- 2014 - Frans van der Lugt, presbitero olandese (n. 1938)
- 2014 - Sergej Nefëdov, pallavolista sovietico (n. 1926)
- 2014 - John Shirley-Quirk, basso-baritono inglese (n. 1931)
- 2014 - Josep Maria Subirachs, scultore, pittore e scenografo spagnolo (n. 1927)
- 2015 - Giuseppe Bertani, biologo italiano (n. 1923)
- 2015 - Lanfranco Colombo, fotografo e gallerista italiano (n. 1924)
- 2015 - Harry Dowd, calciatore inglese (n. 1938)
- 2015 - Stan Freberg, attore, doppiatore e regista statunitense (n. 1926)
- 2015 - Angelo Frigerio, conduttore radiofonico, insegnante e attore svizzero (n. 1920)
- 2015 - Richard Henyekane, calciatore sudafricano (n. 1983)
- 2015 - Kardam, principe di Tarnovo, principe bulgaro (n. 1962)
- 2015 - Geoffrey Lewis, attore statunitense (n. 1935)
- 2015 - Vittorio Naldini, politico e sindacalista italiano (n. 1923)
- 2015 - Salvatore Natoli, politico italiano (n. 1926)
- 2016 - László Bárczay, scacchista ungherese (n. 1936)
- 2016 - Carlo Monti, velocista italiano (n. 1920)
- 2016 - Blackjack Mulligan, wrestler statunitense (n. 1942)
- 2016 - Franco Radaelli, calciatore italiano (n. 1935)
- 2017 - Christopher Morahan, regista britannico (n. 1929)
- 2017 - Tim Pigott-Smith, attore britannico (n. 1946)
- 2018 - Brigitte Ahrenholz, canottiera tedesca (n. 1952)
- 2018 - Herbert Grohs, calciatore austriaco (n. 1931)
- 2018 - Peter Grünberg, fisico tedesco (n. 1939)
- 2019 - Gian Galeazzo Biazzi Vergani, giornalista e scrittore italiano (n. 1925)
- 2019 - Seymour Cassel, attore statunitense (n. 1935)
- 2019 - Peter Curtis, tennista britannico (n. 1945)
- 2019 - Luis Páez, calciatore paraguaiano (n. 1989)
- 2019 - Gino Stefani, semiologo, musicista e musicologo italiano (n. 1929)
- 2020 - Aldo Bernardini, giurista e politico italiano (n. 1935)
- 2020 - Fariborz Esmaeili, calciatore iraniano (n. 1940)
- 2020 - Steve Farmer, chitarrista e compositore statunitense (n. 1948)
- 2020 - Charlotte Figi, attivista statunitense (n. 2006)
- 2020 - Mario Galvagni, architetto italiano (n. 1928)
- 2020 - Allen Garfield, attore statunitense (n. 1939)
- 2020 - Leib Groner, rabbino, mistico e religioso statunitense (n. 1931)
- 2020 - Thomas Mensah, giurista ghanese (n. 1932)
- 2020 - John Prine, cantautore statunitense (n. 1946)
- 2020 - Harv Schmidt, cestista e allenatore di pallacanestro statunitense (n. 1935)
- 2020 - Miguel Ángel Tábet, presbitero, teologo e biblista venezuelano (n. 1941)
- 2020 - Hal Willner, produttore discografico, musicista e compositore statunitense (n. 1956)
- 2021 - Ulderico Bernardi, sociologo italiano (n. 1937)
- 2021 - Alfredo Bosi, critico letterario, saggista e italianista brasiliano (n. 1936)
- 2021 - Antonio Calpe, calciatore spagnolo (n. 1940)
- 2021 - James Hampton, attore statunitense (n. 1936)
- 2021 - Doug Holden, calciatore inglese (n. 1930)
- 2021 - Viktor Kurencov, sollevatore sovietico (n. 1941)
- 2021 - Jacques Pellegrin, pittore francese (n. 1944)
- 2021 - György Szomjas, regista e sceneggiatore ungherese (n. 1940)
- 2022 - Ludwik Dorn, politico polacco (n. 1954)
- 2022 - Emiliano Mascetti, calciatore e dirigente sportivo italiano (n. 1943)
- 2022 - Birgit Nordin, soprano svedese (n. 1934)
- 2022 - Rayfield Wright, giocatore di football americano statunitense (n. 1945)
- 2023 - Ian Bairnson, chitarrista britannico (n. 1953)
- 2023 - Philippe Bouvatier, ciclista su strada francese (n. 1964)
- 2023 - Benjamin Ferencz, giurista ungherese (n. 1920)
- 2023 - Alberto Fremura, pittore e scrittore italiano (n. 1936)
- 2023 - Elisabeth Kopp, politica svizzera (n. 1936)
- 2023 - Rachel Pollack, scrittrice e fumettista statunitense (n. 1945)
- 2024 - Antonio Gargano, filologo, critico letterario e ispanista italiano (n. 1947)
- 2024 - Clarence "Frogman" Henry, pianista e cantante statunitense (n. 1937)
- 2024 - Joe Kinnear, calciatore e allenatore di calcio irlandese (n. 1946)
- 2024 - Francesco Providenti, magistrato e politico italiano (n. 1935)
- 2024 - Lori e George Schappell, cantante statunitense (n. 1961)
- 2025 - Clem Burke, batterista statunitense (n. 1954)
- 2025 - William Finn, compositore, paroliere e librettista statunitense (n. 1952)
- 2025 - Raghbir Lal, hockeista su prato indiano (n. 1929)
- 2025 - Marvin Levy, giornalista statunitense (n. 1928)
- 2025 - Dan Sullivan, giocatore di football americano statunitense (n. 1939)